# Moonlight (film)
Moonlight je americký dramatický film z roku 2016. Režie a scénáře se ujal Barry Jenkins. Hlavní role hrají Trevante Rhodes, André Holland, Janelle Monáe, Ashton Sanders, Jharrel Jerome, Naomie Harris a Mahershala Ali.
Film měl premiéru na Filmovém festivalu v Telluride 2. září 2016 a do kin byl oficiálně uveden 21. října 2016.

## Obsazení
| Trevante Rhodes        | Chiron               |
| Ashton Sanders         | Chiron jako teenager |
| Alex Hibbert           | Chiron jako dítě     |
| André Holland          | Kevin                |
| Jharrel Jerome         | Kevin jako teenager  |
| Jaden Piner            | Kevin jako dítě      |
| Janelle Monáe          | Teresa               |
| Naomie Harris          | Paula                |
| Mahershalalhashbaz Ali | Juan                 |
| Patrick Decile         | Terrel               |

## Produkce
V lednu 2013 producentka Adele Romanski prosila Jenkinse o další film, po jeho debutu Medicine for Melancholy. Jenkinsovi byla představena hra In Moonlight Black Boys Look Blue od Tarrell Alvin McCraney.Režisér čerpal ze svých zážitků z dětství, kdy sám bydlel na Liberty Square a měl matku, která byla drogově závislá.V roce 2013 se spojil s produkční společnosti Plan B Entertainement a A24. Natáčení začalo 14. října 2015 v Miami na Floridě. Naomi Harris natočila všechny své scény během tří dnů.

## Vydání
Světovou premiéru měl snímek na Filmovém festivalu v Telluride 2. září 2016. Také se promítal na Mezinárodním filmovém festivalu v Torontu 10. září 2016, na Newyorském filmovém festivalu 2. října 2016 a na Londýnském filmovém festivalu 6. října 2016. Premiéru ve Spojených státech měl 21. října 2016, ve více kinech potom 4. listopadu 2016

## Přijetí
Film získal pozitivní recenze od kritiků. Na recenzní stránce Rotten Tomatoes získal z 165 započtených recenzí 98 procent s průměrným ratingem 8,9 bodů z deseti. Na serveru Metacritic snímek získal z 46 recenzí 99 bodů ze sta.